# HMS Havant (H32)
Pour les autres navires du même nom, voir HMS Havant.
Pour les articles homonymes, voir H32.
Le HMS Havant  (H32) était un destroyer de classe H commandé à l'origine par la marine brésilienne sous le nom de Javary à la fin des années 1930, mais il a été acheté par la Royal Navy après le début de la Seconde Guerre mondiale en septembre 1939. Le navire est d'abord affecté à des tâches d'escorte dans les Western Approaches (approches occidentales), mais il est transféré à la Home Fleet lorsque la campagne de Norvège commence en avril 1940. Il n'a participé que de façon périphérique à la campagne, car il a escorté des navires transportant des troupes qui occupaient l'Islande et les îles Féroé, ainsi que des convois vers Narvik. Le Havant évacuait les troupes de Dunkerque lorsqu'il fut gravement endommagé par des bombardiers en piqué Junkers Ju 87 "Stuka" le 1er juin et dut être abordé.

## Description
Le Havant déplaçait 1 350 tonnes longues (1 370 tonnes (t)) à charge normale et 1 883 tonnes longues (1 913 t) à charge pleine. Il avait une longueur hors-tout de 98,5 m, une largeur de 10,1 m et un tirant d'eau de 3,8 m. Il était propulsé par deux turbines à vapeur à engrenages Parsons, entraînant deux arbres, qui développaient une puissance totale de 34 000 chevaux-vapeur (25 000 kW) et donnaient une vitesse maximale de 36 nœuds (67 km/h). La vapeur pour les turbines était fournie par trois chaudières à trois tambours Admiralty. Le Havant transportait un maximum de 470 tonnes longues (480 t) de fuel, ce qui lui donnait une autonomie de 5 530 milles nautiques (10 240 km) à 15 nœuds (28 km/h). Son effectif était de 137 officiers et hommes en temps de paix, mais il était porté à 145 en temps de guerre.
Le navire était équipé de quatre canons Mark IX de 4,7 pouces (120 mm) de calibre 45  montés sur des supports simples, désignés "A", "B", "X" et "Y" de l'avant à l'arrière, mais le canon "Y" a été retiré pour compenser les charges de profondeur supplémentaires ajoutées. Pour la défense anti-aérienne (AA), le Havant avait deux supports quadruples Mark I pour la mitrailleuse Vickers Mark III de 0,5 pouce. Il était équipé de deux supports quadruples de tubes lance-torpilles au-dessus de l'eau pour des torpilles de 21 pouces (533 mm). Un rail de grenades sous-marines et deux lanceurs étaient installés ; 20 grenades sous-marines étaient initialement transportées,mais ce nombre a été porté à trois jeux de rails et huit lanceurs pendant l'armement. La charge de grenades sous-marines du navire est également passée de 20 à 110,.

## Historique
Le Javary a été commandé par le Brésil le 8 décembre 1937 à J. Samuel White à Cowes. La mise en cale du navire a été réalisée le 30 mars 1938 et lancé le 17 juillet 1939. Il a été acheté par les Britanniques le 5 septembre et rebaptisé HMS Havant. Le navire est mis en service le 19 décembre et arrive au port de Portland le 8 janvier 1940 pour commencer à travailler. Il effectua un balayage anti-sous-marin infructueux du 4 au 9 février avec les destroyers Ardent et Whitshed après avoir été affecté à la 9e flottille de destroyers du Western Approaches Command à Plymouth. Le Havant a été doté d'un équipement de démagnétisation et des réparations mineures ont été effectuées au cours du mois de mars.
Le navire est en route vers Greenock pour escorter un convoi vers Gibraltar le 7 avril lorsqu'il est transféré à la Home Fleet en raison de l'invasion allemande imminente de la Norvège (Opération Weserübung). Avec son navire-jumeau (sister ship), le Hesperus, le Havant escorte le croiseur lourd Suffolk le 13 avril alors que ce dernier transporte un détachement de Royal Marines pour occuper les îles Féroé. Le navire a ensuite escorté des convois vers Narvik jusqu'au 7 mai. Une semaine plus tard, il escorte les paquebots Lancastria et  Franconia qui transportent des troupes pour occuper l'Islande.
Le Havant a rejoint l'évacuation de Dunkerque le 29 mai et a sauvé plus de 2 300 hommes le 1er juin. Ce matin-là, il avait embarqué 500 hommes de troupes et s'est ensuite rendu aux côtés du destroyer Ivanhoe, qui avait été mis hors service par des bombardiers en piqué allemands plus tôt dans la matinée. Le navire a chargé toutes les troupes et les blessés du Ivanhoé et a navigué vers Douvres sous une forte attaque aérienne. Peu après, des Junkers Ju 87 "Stuka" ont touché le Havant avec deux bombes dans sa salle des machines et une autre a explosé sous sa coque. Huit membres d'équipage ont été tués et 25 ont été blessés dans l'attaque. Au moins 25 soldats ont également été tués. Il est gravement endommagé et doit être sabordé par le dragueur de mines HMS Saltash après l'échec d'une tentative de remorquage.

### Source
- (en) Cet article est partiellement ou en totalité issu de l’article de Wikipédia en anglais intitulé « HMS Havant (H32) » (voir la liste des auteurs).